# 109 시네마즈
109 시네마즈(일본어: 109シネマズ)는 일본의 영화관 체인이다. 1998년에 처음 개업되었고, 2007년 4월 유나이티드 시네마와의 제휴를 발표했다. 일본 영화 산업 규모 3위이며, 현재 15개의 영화관을두고있다.